# Kanzleihaus (Dresden)

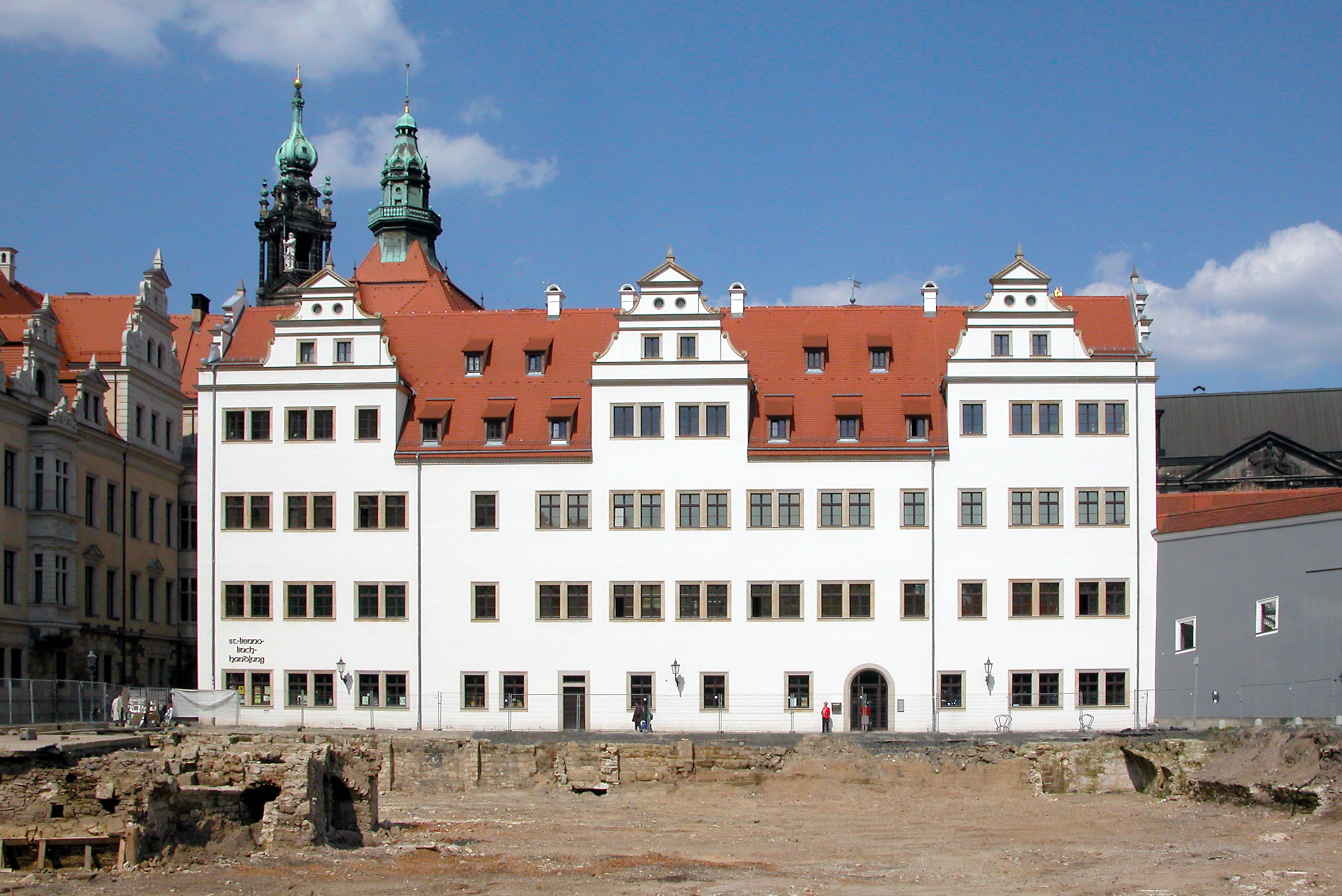
Südfassade (am Kanzleigäßchen) des rekonstruierten Kanzleihauses im Jahr 2008, davor das bis 2012 bebaute Quartier VIII des Neumarktareals

Das Kanzleihaus ist ein dreiflügliges rekonstruiertes Bauwerk in der Altstadt von Dresden. Es befindet sich zwischen Stallhof und dem (nach ihm benannten) Kanzleigäßchen, wobei seine Adresse Schloßstraße 24 an der kurzen Gebäudeseite zum Dresdner Residenzschloss zeigt.
Beim Wiederaufbau wurde historische, denkmalgeschützte Bausubstanz integriert.

## Geschichte

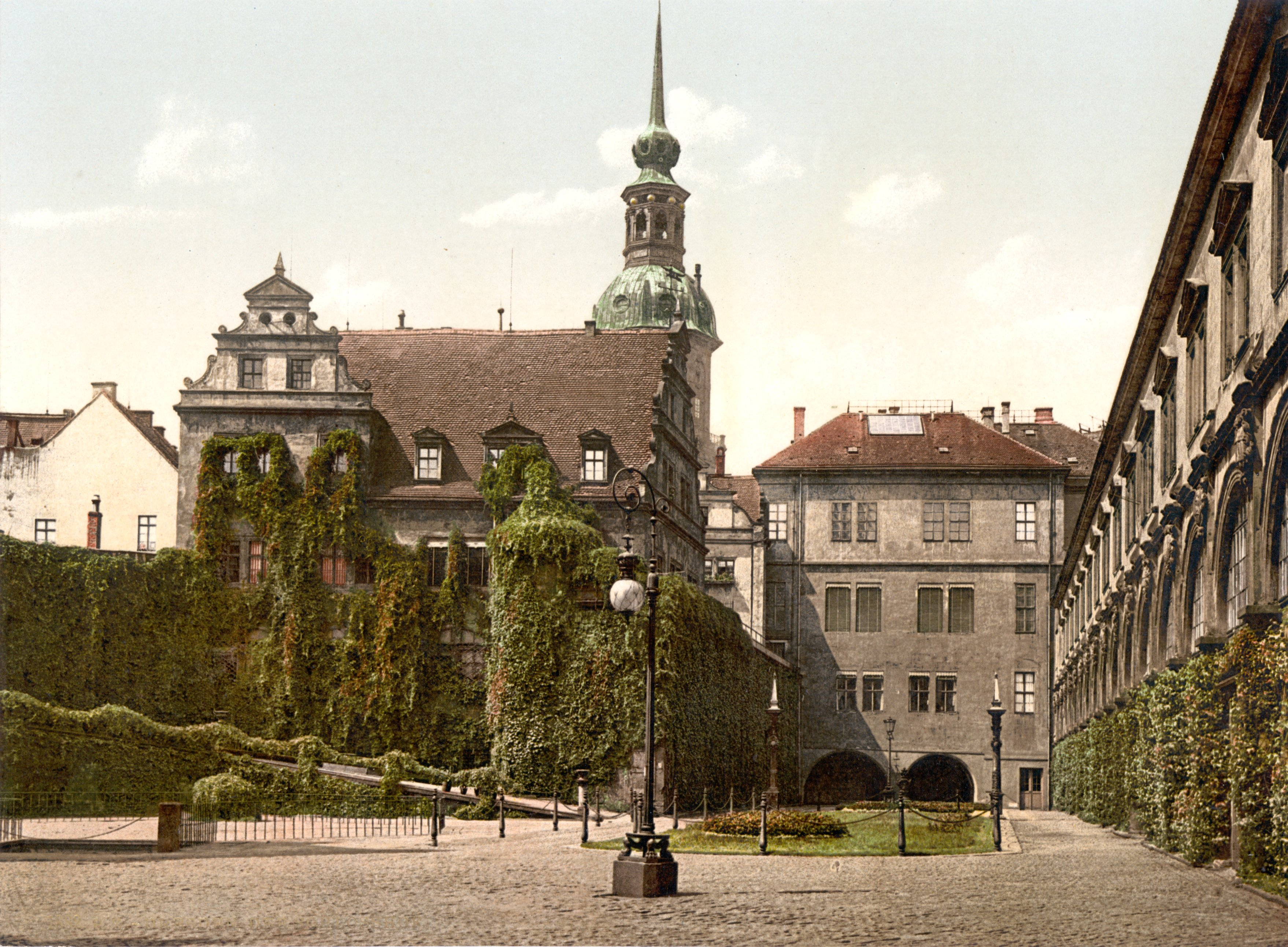
Originales Kanzleihaus (Mitte links; um 1900) von Osten, dahinter der Hausmannsturm des Schlosses, im Vordergrund sowie rechts der Stallhof
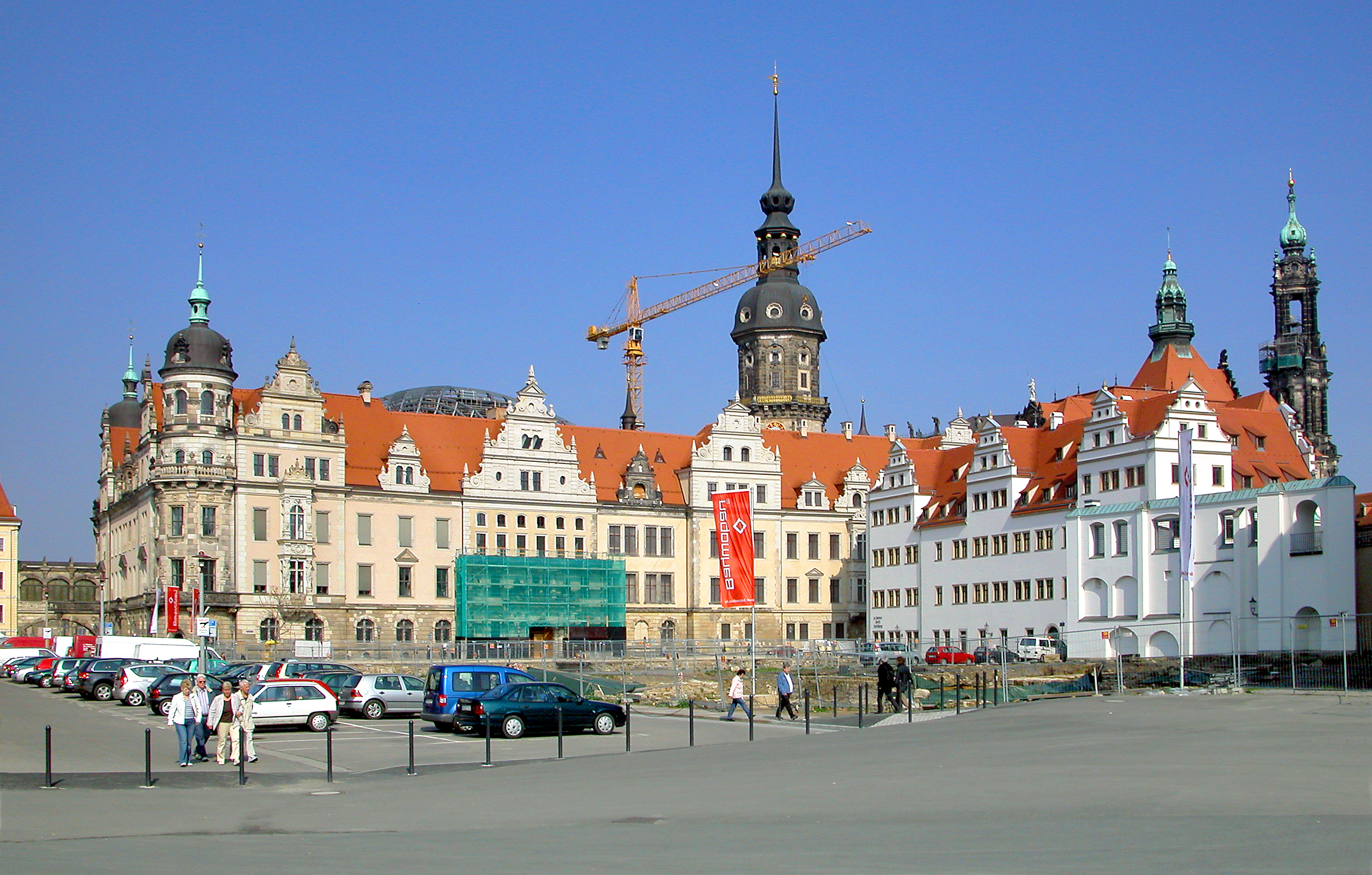
Residenzschloss und Kanzleihaus vor der Bebauung der weiteren Baulücken (2008)
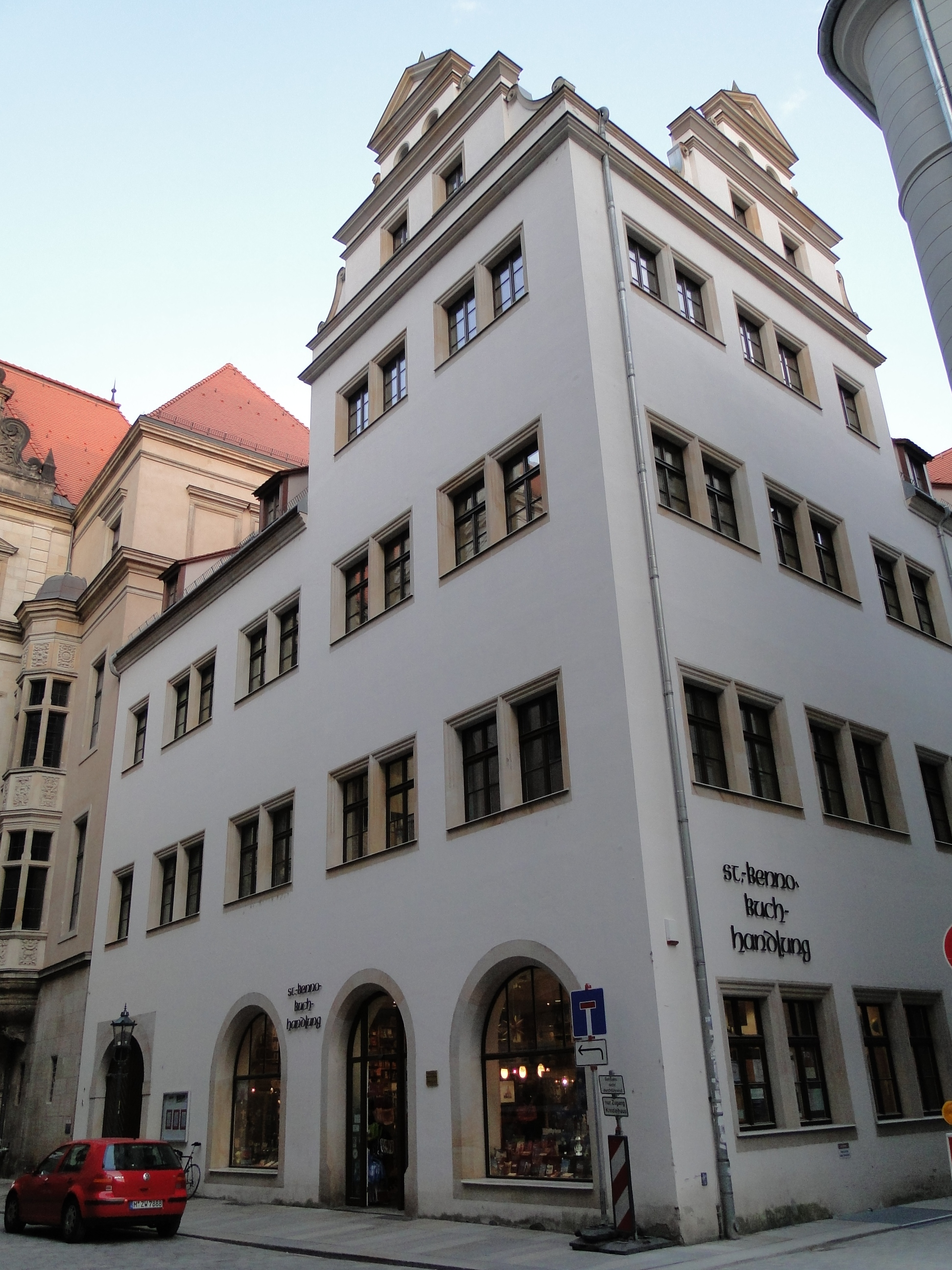
Rekonstruiertes Kanzleihaus von Westen: Schloßstraße links, Kanzleigäßchen rechts (2011)
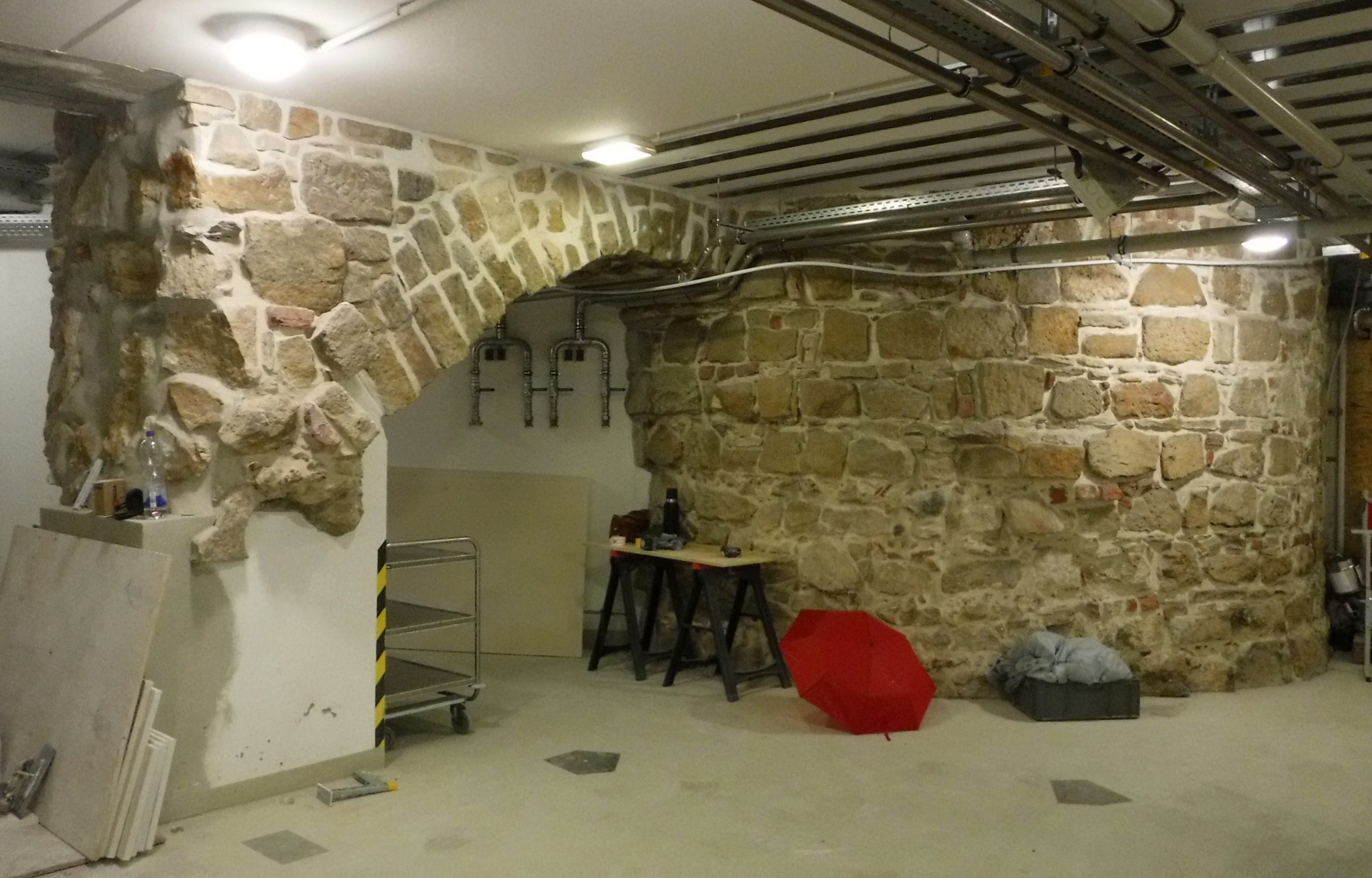
Reste des ursprünglichen Baus im Keller (2020)
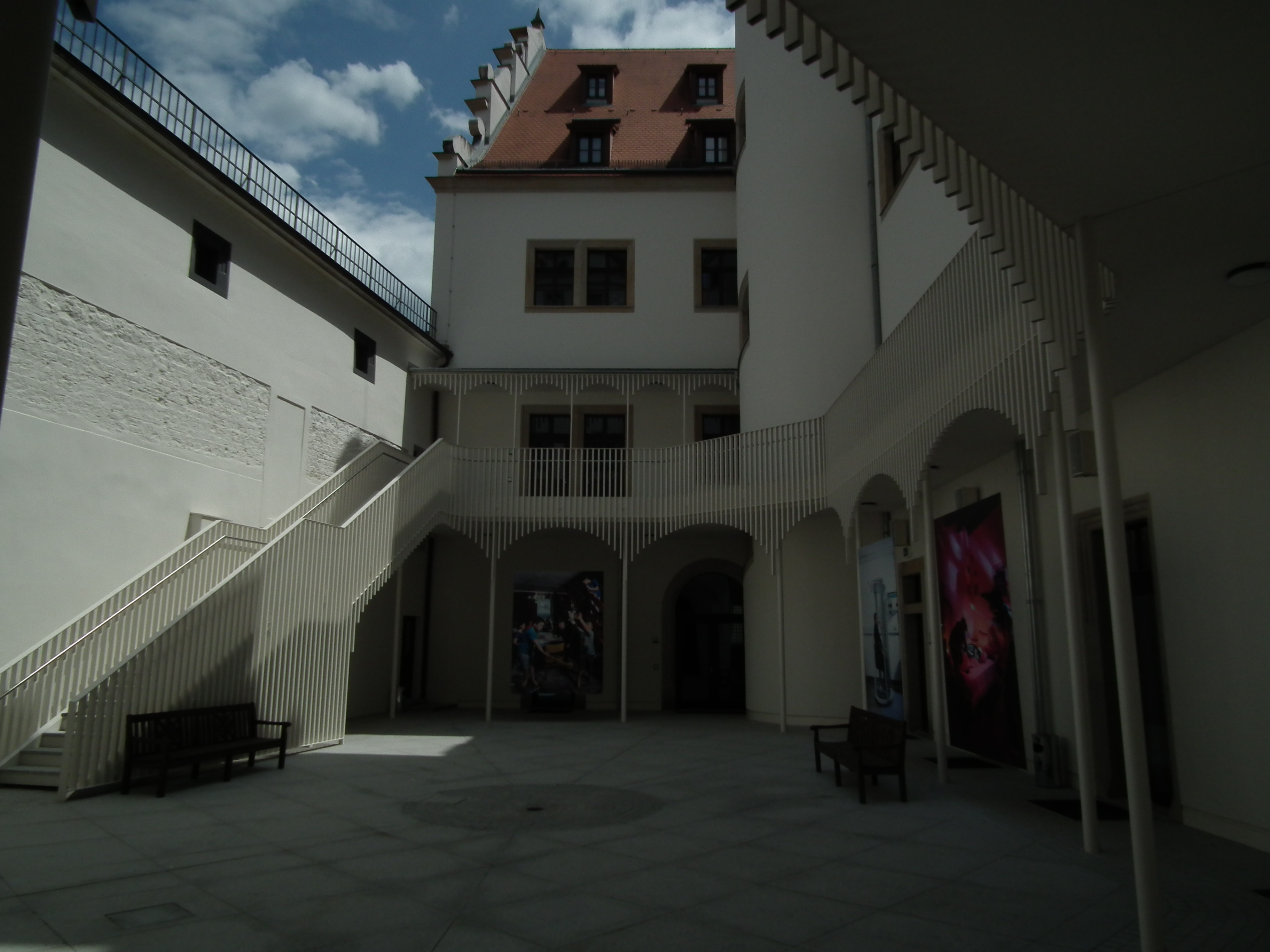
Innenhof des Kanzleihauses (2022)

Der 1565 bis 1567 nach 1564 gefertigten Plänen des Baumeisters Hans Irmisch errichtete Verwaltungsbau diente der kurfürstlichen Kanzlei. Auch die Werkstatt des 1568 als Hofbuchdrucker verpflichteten Mathes Stöckel befand sich im Haus.
Bis zu einem Umbau in der ersten Hälfte des 18. Jahrhunderts wies der Renaissancebau einen reichen Sgraffitoschmuck des italienischen Malers Benedikt da Tola (1525–1572) auf.
Von 1911 bis 1945 war das Münzkabinett im Kanzleihaus untergebracht. Infolge der Luftangriffe auf Dresden wurde dieser älteste Verwaltungsbau der Stadt im Februar 1945 stark beschädigt und brannte aus. Die Gebäudereste wurden 1961 größtenteils abgerissen, nur im Keller blieb Bausubstanz erhalten.
Das katholische Bistum Dresden-Meißen hatte am 25. März 1980 seinen Sitz von Bautzen nach Dresden verlegt und die Katholische Hofkirche zum Dom erhoben. Es fehlte dem Bistum allerdings an nahegelegenen Verwaltungsräumen, so dass 1996 die Planung des Wiederaufbaus des Kanzleihauses begann. In knapp zwei Jahren erfolgte von Juni 1997 bis April 1999 die Rekonstruktion des dreigeschossigen Gebäudes als „Haus der Kathedrale“. Die Einweihung erfolgte 19 Jahre nach der Verlegung des Sitzes am 25. März 1999, dem Fest Mariä Verkündigung. Die Baukosten betrugen 24 Millionen D-Mark, von denen der Freistaat Sachsen 19 Millionen übernahm. Jenes Geld entstammt einer Zahlung, die für die Übernahme des nahegelegenen früheren katholischen Geistlichen Hauses in der Schloßstraße erfolgte.
Das Gebäude beherbergt Veranstaltungsräume für Bistum und Bischofsstadt, den Sitz des Bischofs, den Sitz des Domkapitels sowie das Gemeindezentrum der Dompfarrei. Im Erdgeschoss befand sich bis Dezember 2020 die katholische St.-Benno-Buchhandlung. Auch die 2001 gegründete Katholische Akademie des Bistums Dresden-Meißen ist hier untergebracht.